# Polnischer Fußballpokal 2003/04

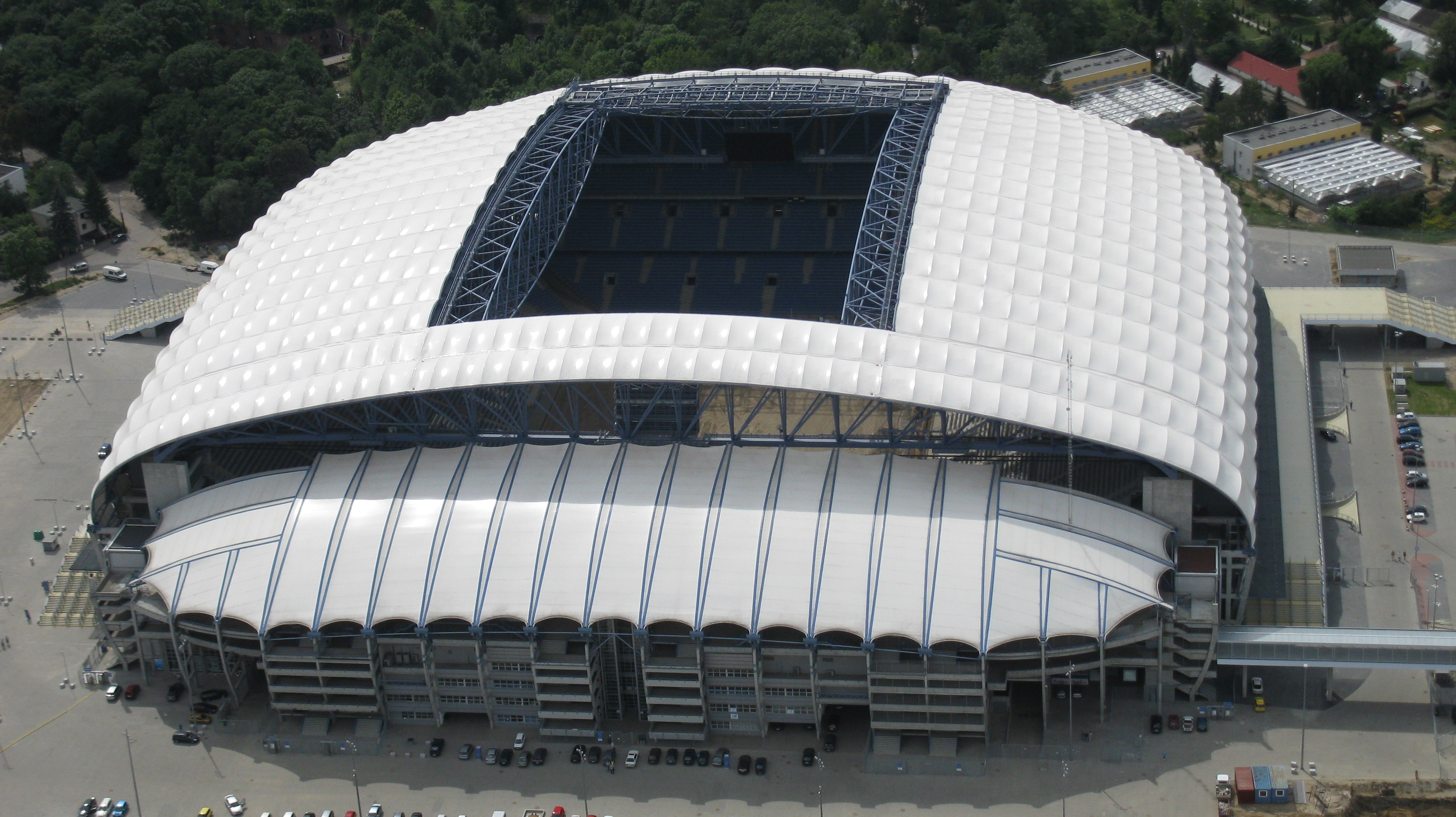
Stadion Miejski in Posen (nach dem Umbau für die EM 2012), Austragungsort des ersten Finalspiels

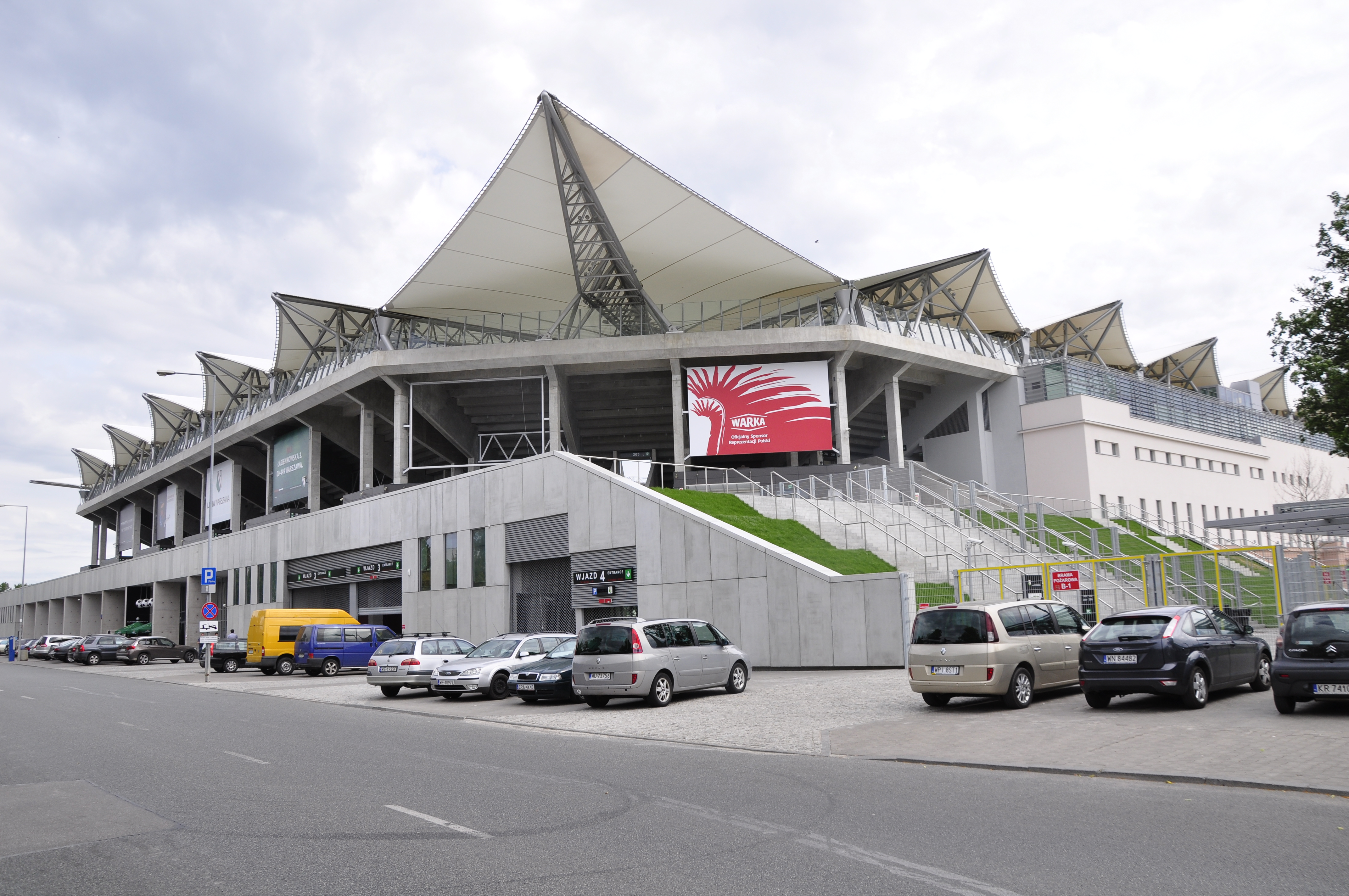
Stadion Wojska Polskiego (heute: Pepsi Arena) in Warschau (nach dem Umbau 2011), Austragungsort des zweiten Finalspiels

Der Puchar Polski 2003/04 war die 50. Ausspielung des polnischen Pokalwettbewerbs. Er begann am 26. Juli 2003 mit den Ausscheidungsspielen zur ersten Runde und endete mit den Finalspielen am 18. Mai und 1. Juni 2004 in Posen und Warschau.
Lech Posen gewann den nationalen Pokal bei seiner fünften Finalteilnahme zum vierten Mal. Endspielgegner war Legia Warschau, das bei seiner 18. Finalteilnahme zum sechsten Mal unterlag. Durch den Pokalgewinn qualifizierte sich Lech Posen für die Teilnahme an der 2. Qualifikationsrunde des UEFA-Pokals 2004/2005.
Titelverteidiger Wisła Krakau schied in der zweiten Runde aus.

## Teilnehmende Mannschaften
Für die Hauptrunde waren folgende 50 Mannschaften qualifiziert:
| Ekstraklasa 16 Vereine der Saison 2002/03 | 2. Liga 18 Vereine der Saison 2002/03 | 16 regionale Pokalsieger der Woiwodschaften der Saison 2002/03 |
| Wisła Krakau (TV) Dyskobolia Grodzisk Wielkopolski GKS Katowice Legia Warschau Odra Wodzisław Amica Wronki Górnik Zabrze Polonia Warschau Widzew Łódź Wisła Płock Lech Posen Zagłębie Lubin Szczakowianka Jaworzno Ruch Chorzów KSZO Ostrowiec Świętokrzyski Pogoń Szczecin | KS Polkowice Świt Nowy Dwór Mazowiecki Górnik Łęczna GKS Bełchatów Aluminium Konin Ceramica/Stasiak Opoczno Arka Gdynia RKS Radomsko ŁKS Łódź Piotrcovia Piotrków Trybunalski 1 Polar Wrocław Podbeskidzie Bielsko-Biała Tłoki Gorzyce Stal Stalowa Wola Śląsk Wrocław Ruch Radzionków Hetman Zamość OKS Stomil Olsztyn | - Ermland-Masuren Olimpia Elbląg - Großpolen Lech II Posen - Heiligkreuz Korona Kielce - Karpatenvorland Strug Tyczyn - Kleinpolen Sandecja Nowy Sącz - Kujawien-Pommern Chemik/Zawisza Bydgoszcz - Lebus Promień Żary - Lublin Lublinianka Lublin - Łódź Ceramika Paradyż - Masowien Pogoń Siedlce - Niederschlesien Karkonosze Jelenia Góra - Oppeln Odra II Opole - Podlachien Jagiellonia Białystok - Pommern Gryf Wejherowo - Schlesien Raków Częstochowa - Westpommern Flota Świnoujście |

## Ausscheidungsspiele
Die Ausscheidungsspiele zur 1. Runde fanden am 26. Juli 2003 mit den Mannschaften der Plätze 15 bis 18 der 2. Liga in der Saison 2002/03 statt.
| Datum      |                 | Ergebnis |                    |
| ---------- | --------------- | -------- | ------------------ |
| 26.07.2003 | Śląsk Wrocław   | 13:0 1   | OKS Stomil Olsztyn |
| 26.07.2003 | Ruch Radzionków | 3:2      | Hetman Zamość      |

## 1. Runde
Die Spiele der 1. Runde fanden am 29. Juli 2003 mit den Gewinnern der Ausscheidungsspiele, den regionalen Pokalsiegern aus den Woiwodschaften sowie den Mannschaften der Plätze 1 bis 14 der 2. Liga in der Saison 2002/03 statt.
| Datum      |                          | Ergebnis              |                            |
| ---------- | ------------------------ | --------------------- | -------------------------- |
| 29.07.2003 | Gryf Wejherowo           | 1:5                   | Arka Gdynia                |
| 29.07.2003 | Chemik/Zawisza Bydgoszcz | 0:3                   | Górnik Polkowice           |
| 29.07.2003 | Flota Świnoujście        | 1:0                   | ŁKS Łódź                   |
| 29.07.2003 | Lech II Posen            | 1:3                   | Aluminium Konin            |
| 29.07.2003 | Raków Częstochowa        | 1:1 n. V. (4:2 n. E.) | Podbeskidzie Bielsko-Biała |
| 29.07.2003 | Promień Żary             | 1:0 n. V.             | Śląsk Wrocław              |
| 29.07.2003 | Karkonosze Jelenia Góra  | 1:0                   | Ruch Radzionków            |
| 29.07.2003 | Odra II Opole            | 3:3 n. V. (4:3 n. E.) | Polar Wrocław              |
| 29.07.2003 | Pogoń Siedlce            | 1:7                   | Pogoń Szczecin             |
| 29.07.2003 | Ceramika Paradyż         | 2:2 n. V. (4:3 n. E.) | Świt Nowy Dwór Mazowiecki  |
| 29.07.2003 | Jagiellonia Białystok    | 1:0                   | Ceramica/Stasiak Opoczno   |
| 29.07.2003 | Olimpia Elbląg           | 0:5                   | GKS Bełchatów              |
| 29.07.2003 | Sandecja Nowy Sącz       | 0:1                   | Stal Stalowa Wola          |
| 29.07.2003 | Korona Kielce            | 3:1                   | Górnik Łęczna              |
| 29.07.2003 | Strug Tyczyn             | 1:3 n. V.             | RKS Radomsko               |
| 29.07.2003 | Lublinianka Lublin       | 0:1                   | Tłoki Gorzyce              |

## 2. Runde
Die Spiele der 2. Runde fanden am 2. und 20. August 2003 statt. Es nahmen die Gewinner der Vorrundenspiele sowie die 16 Mannschaften der Ekstraklasa teil. Raków Częstochowa hatte ein Freilos für die dritte Runde.
| Datum      |                         | Ergebnis  |                                  |
| ---------- | ----------------------- | --------- | -------------------------------- |
| 02.08.2003 | Arka Gdynia             | 2:0       | Wisła Krakau                     |
| 02.08.2003 | Górnik Polkowice        | 6:0       | KSZO Ostrowiec Świętokrzyski     |
| 02.08.2003 | Flota Świnoujście       | 2:1 n. V. | Widzew Łódź                      |
| 02.08.2003 | Aluminium Konin         | 2:0       | Szczakowianka Jaworzno           |
| 02.08.2003 | Promień Żary            | 2:7       | Górnik Zabrze                    |
| 02.08.2003 | Karkonosze Jelenia Góra | 0:3       | Lech Posen                       |
| 02.08.2003 | Odra II Opole           | 2:1       | Wisła Płock                      |
| 02.08.2003 | Pogoń Szczecin          | 1:0 n. V. | Dyskobolia Grodzisk Wielkopolski |
| 02.08.2003 | Ceramika Paradyż        | 0:4       | Odra Wodzisław                   |
| 02.08.2003 | Jagiellonia Białystok   | 2:1 n. V. | Zagłębie Lubin                   |
| 02.08.2003 | GKS Bełchatów           | 1:3       | Amica Wronki                     |
| 02.08.2003 | Stal Stalowa Wola       | 1:3       | GKS Katowice                     |
| 02.08.2003 | Korona Kielce           | 2:0       | Ruch Chorzów                     |
| 02.08.2003 | RKS Radomsko            | 1:4       | Polonia Warschau                 |
| 20.08.2003 | Tłoki Gorzyce           | 1:3       | Legia Warschau                   |

## 3. Runde
Die Spiele der 3. Runde fanden am 16. und 17. September 2003 statt.
| Datum      |                       | Ergebnis  |                  |
| ---------- | --------------------- | --------- | ---------------- |
| 16.09.2003 | Górnik Zabrze         | 0:2       | Legia Warschau   |
| 16.09.2003 | Jagiellonia Białystok | 1:0 n. V. | Pogoń Szczecin   |
| 17.09.2003 | Odra II Opole         | 1:2       | Górnik Polkowice |
| 17.09.2003 | Polonia Warschau      | 1:2       | Lech Posen       |
| 17.09.2003 | Arka Gdynia           | 0:1       | GKS Katowice     |
| 17.09.2003 | Flota Świnoujście     | 3:4       | Amica Wronki     |
| 17.09.2003 | Raków Częstochowa     | 2:1       | Aluminium Konin  |
| 17.09.2003 | Korona Kielce         | 1:0       | Odra Wodzisław   |

## Viertelfinale
Die Spiele wurden in Hin- und Rückspielen ausgetragen. Die erstgenannten Mannschaften hatten zuerst Heimrecht. Die Hinspiele fanden am 30. September und 1. Oktober, die Rückspiele am 21. und 22. Oktober 2003 statt.
| Datum             |                       | Gesamt |                   | Hinspiel | Rückspiel |
| ----------------- | --------------------- | ------ | ----------------- | -------- | --------- |
| 30.09./22.10.2003 | GKS Katowice          | 4:1    | Amica Wronki      | 3:0      | 1:1       |
| 30.09./21.10.2003 | Jagiellonia Białystok | 8:1    | Raków Częstochowa | 3:0      | 5:1       |
| 30.09./22.10.2003 | Korona Kielce         | 1:3    | Legia Warschau    | 1:1      | 0:2       |
| 01./21.10.03      | Górnik Polkowice      | 1:4    | Lech Posen        | 0:0      | 1:4       |

## Halbfinale
Die erstgenannten Mannschaften hatten zuerst Heimrecht. Die Hinspiele fanden am 7. und 13. April 2004, die Rückspiele am 14. und 22. April 2004 statt.
| Datum        |                       | Gesamt |                | Hinspiel | Rückspiel |
| ------------ | --------------------- | ------ | -------------- | -------- | --------- |
| 07./14.04.04 | GKS Katowice          | 3:6    | Lech Posen     | 1:2      | 2:4       |
| 13./22.04.04 | Jagiellonia Białystok | 0:3    | Legia Warschau | 10:3 1   | 0:0       |

## Finale
| Lech Posen                              | Lech Posen | Legia Warschau | Legia Warschau |
| --------------------------------------- | --- | --- | -------------- |
| Lech Posen                              | \| 18. Mai 2004 in Posen (Stadion Miejski) \| \| Ergebnis: 2:0 (2:0) \| \| Zuschauer: 26.000 \| \| Schiedsrichter: Krzysztof Słupik \| | \| 18. Mai 2004 in Posen (Stadion Miejski) \| \| Ergebnis: 2:0 (2:0) \| \| Zuschauer: 26.000 \| \| Schiedsrichter: Krzysztof Słupik \| | Legia Warschau |
| Lech Posen                              | Waldemar Piątek – Paweł Kaczorowski (84. Waldemar Kryger), Bartosz Bosacki, Zbigniew Wójcik, Rafał Lasocki – Łukasz Madej, Maciej Scherfchen, Piotr Świerczewski, Michał Goliński (90. Mariusz Mowlik) – Zbigniew Zakrzewski (76. Krzysztof Piskuła), Piotr Reiss Cheftrainer: Czesław Michniewicz | Artur Boruc – Dickson Choto, Jacek Zieliński, Marek Jóźwiak, Tomasz Sokołowski II – Jacek Magiera (39. Tomasz Jarzębowski), Łukasz Surma (79. Wojciech Szala), Aleksandar Vuković, Tomasz Sokołowski I (46. Radosław Wróblewski) – Piotr Włodarczyk, Marek Saganowski Cheftrainer: Dariusz Kubicki | Legia Warschau |
| Lech Posen                              | 1:0 Piotr Reiss (17.) 2:0 Piotr Reiss (35.) | | Legia Warschau |
| Lech Posen                              | Bartosz Bosacki, Piotr Świerczewski | Tomasz Sokołowski II | Legia Warschau |
| 18. Mai 2004 in Posen (Stadion Miejski) | | |                |
| Ergebnis: 2:0 (2:0)                     | | |                |
| Zuschauer: 26.000                       | | |                |
| Schiedsrichter: Krzysztof Słupik        | | |                |

| Legia Warschau                                      | Legia Warschau | Lech Posen | Lech Posen |
| --------------------------------------------------- | --- | --- | ---------- |
| Legia Warschau                                      | \| 1. Juni 2004 in Warschau (Stadion Wojska Polskiego) \| \| Ergebnis: 1:0 (0:0) \| \| Zuschauer: 15.000 \| \| Schiedsrichter: Antoni Fijarczyk \| | \| 1. Juni 2004 in Warschau (Stadion Wojska Polskiego) \| \| Ergebnis: 1:0 (0:0) \| \| Zuschauer: 15.000 \| \| Schiedsrichter: Antoni Fijarczyk \| | Lech Posen |
| Legia Warschau                                      | Artur Boruc – Dickson Choto, Jacek Zieliński, Wojciech Szala, Tomasz Sokołowski II – Tomasz Jarzębowski, Łukasz Surma (59. Manuel Pablo García), Aleksandar Vuković (75. Jacek Magiera), Tomasz Sokołowski I (56. Radosław Wróblewski) – Piotr Włodarczyk, Marek Saganowski Cheftrainer: Dariusz Kubicki | Waldemar Piątek – Paweł Kaczorowski, Bartosz Bosacki, Zbigniew Wójcik, Rafał Lasocki – Łukasz Madej (90. Waldemar Kryger), Maciej Scherfchen, Piotr Świerczewski, Michał Goliński (32. Krzysztof Piskuła) – Zbigniew Zakrzewski (16. Rafał Grzelak), Piotr Reiss Cheftrainer: Czesław Michniewicz | Lech Posen |
| Legia Warschau                                      | 1:0 Piotr Włodarczyk (68., Strafstoß) | | Lech Posen |
| Legia Warschau                                      | Marek Saganowski | Paweł Kaczorowski | Lech Posen |
| 1. Juni 2004 in Warschau (Stadion Wojska Polskiego) | | |            |
| Ergebnis: 1:0 (0:0)                                 | | |            |
| Zuschauer: 15.000                                   | | |            |
| Schiedsrichter: Antoni Fijarczyk                    | | |            |